# (38749) 2000 QU206
2000 QU206 (asteroide 38749) é um asteroide da cintura principal. Possui uma excentricidade de 0.13182740 e uma inclinação de 3.65241º.
Este asteroide foi descoberto no dia 31 de agosto de 2000 por LINEAR em Socorro.